# 陳璨 (萬曆進士)
陳璨（1544年—？），字子光，山西澤州高平縣人，民籍，明朝政治人物。同進士出身。

## 生平
嘉靖四十三年（1564年）甲子科山西鄉試第二十四名，萬曆五年（1577年）丁丑科會試第二百三十九名，登三甲第一百四十名進士。授河南临颖县知县。官至南京行人司副。

## 家族
曾祖陳智；祖父陳銀；父陳忠。母龐氏；繼母何氏。永感下。